# Hedyotis swertioides
Hedyotis swertioides är en måreväxtart som beskrevs av Joseph Dalton Hooker. Hedyotis swertioides ingår i släktet Hedyotis och familjen måreväxter. Inga underarter finns listade i Catalogue of Life.